# 1100年
| 千纪： | 2千纪 |
| 世纪： | 10世纪 \| 11世纪 \| 12世纪                                                                                 |
| 年代： | 1070年代 \| 1080年代 \| 1090年代 \| 1100年代 \| 1110年代 \| 1120年代 \| 1130年代                           |
| 年份： | 1095年 \| 1096年 \| 1097年 \| 1098年 \| 1099年 \| 1100年 \| 1101年 \| 1102年 \| 1103年 \| 1104年 \| 1105年 |
| 纪年： | 庚辰年（龙年）；辽寿昌六年；北宋元符三年；西夏永安三年；大理明开四年；越南會豐九年；日本康和二年           |

## 大事记
- 李誡完成《營造法式》，交給宋哲宗過目。
- 布永的戈弗雷的兄弟布洛涅的鮑德溫成為耶路撒冷國王，稱鮑德溫一世，將埃澤薩伯國交給其表親伯克的鮑德溫治理。
- 8月2日－英格蘭國王威廉二世在打獵中意外身亡，亨利一世繼承英格蘭國王。

## 出生
- 四月乙酉（5月23日）——宋钦宗赵桓。（卒年1156年？）
- 漢醫學家劉完素（12世紀約1100年－1180年），字守真，自號通元處士，河間（今河北河間市）人，世稱劉河間。金元四大醫學家之一，研究五運六氣，為「寒涼派」的創始人。

## 逝世
- 2月23日——宋哲宗趙煦。
- 7月18日——布永的戈弗雷，布永伯爵和第一次十字軍的將領，攻陷耶路撒冷後自稱耶路撒冷國王。